# Apis mellifera macedonica
Apis mellifera macedonica este o subspecie a albinei melifere europene (Apis mellifera). 
Denumită albina grecească a nordului, ( Apis m. macedonica, Ruttner, 1988) este o albină a cărei arie de distribuție este nord-estul Greciei, Bulgaria, România și (probabil) o parte din fosta URSS. Originar, această subspecie a fost descrisă de Friedrich Ruttner, pe baza caracteristicilor morfologice, ca de altfel și rasele Apis mellifera adamii, Apis mellifera cecropia și Apis mellifera cypria.
Populațiile de albine din Tracia, Macedonia, Grecia centrală și Peloponez sunt total diferite de cele din insula Creta. În 2005, Ouga a studiat populații de albine din diferite zone vecine ale Greciei (Ikaria, Kasos, Kythira, Phthiotida, Macedonia și Cipru) analizând fragmente de ADN mitocondric și găsind diferențe ale restricțiilor enzimatice, din care a rezultat că Apis mellifera adamii, Apis mellifera cecropia și Apis mellifera cypria au un haplotip care este diferit față de haplotipul subspeciei Apis mellifera macedonica, aceasta diferențiindu-se cel mai mult de celelalte.

## Nerecunoașterea ipotezei lui Ruttner
După puțin timp, Ruttner a separat Apis mellifera macedonica de Apis mellifera carnica în 1988, desemnând o distribuție geografică subspeciilor din nordul Greciei, Bulgaria, România și (probabil) o partea sud-vestică a fostei URSS (Republica Moldova, Ucraina). Bulgarii nu recunosc ipoteza lui Ruttner și au redenumit subspecia ca: Apis mellifera rodopica (Petrov, 1993) care este sinonimă cu Apis mellifera macedonica (Ruttner, 1988). Românii nu recunosc ipoteza lui Ruttner și au redenumit-o ca: Apis mellifera carpatica. (Foti et all., 1965) care este sinonimă cu Apis mellifera macedonica (Ruttner, 1988).